# Xanthochlorus helvinus
Xanthochlorus helvinus är en tvåvingeart som beskrevs av Friedrich Hermann Loew 1861. Xanthochlorus helvinus ingår i släktet Xanthochlorus och familjen styltflugor. Inga underarter finns listade i Catalogue of Life.